# 21250 Kamikouchi
21250 Kamikouchi è un asteroide della fascia principale. Scoperto nel 1995, presenta un'orbita caratterizzata da un semiasse maggiore pari a 2,7315340 UA e da un'eccentricità di 0,1246117, inclinata di 12,40844° rispetto all'eclittica.